# Jan Dominici
Giovanni Dominici OP (ur. 1355 we Florencji, zm. 10 czerwca 1419 w Budzie) – kardynał włoski, dominikanin, zwolennik reformy Zakonu Kaznodziejskiego, legat papieski.
W wieku siedemnastu lat wstąpił do Zakonu w konwencie Santa Maria Novella. Swoje wysiłki skoncentrował na przeprowadzenie zapoczątkowanej przez Rajmunda z Kapui reformy klasztorów dominikańskich we Włoszech. W 1395 r. założył w Wenecji klasztor dominikanek pod wezwaniem Ciała Chrystusa.
W odpowiedzi na współczesne mu problemy humanizmu napisał książkę pt. Nocna lampka. Za zasługi i poświęcenie w zażegnaniu schizmy został mianowany przez papieża Grzegorza XII w 1408 r. biskupem Raguzy i kardynałem prezbiterem tytularnym bazyliki św. Sykstusa. Brał udział w Soborze w Konstancji. Papież Marcin V wysłał go jako legata papieskiego z misją przeciwdziałania herezji Jana Husa w Czechach, w czasie której spotkała go śmierć. Jego kult został zatwierdzony w 1832 r. przez Grzegorza XVI.